# Melcochita
Pablo Villanueva Branda (Lima, 17 de septiembre de 1936), conocido artísticamente como Melcochita, es un actor cómico, cantante, compositor, productor, escritor y músico peruano.
Empezó su carrera artística en La Peña Ferrando de Augusto Ferrando. Grabó discos de salsa y rock, sin saber que sería considerado (gracias a Los York's y al disco 69) como uno de los primeros músicos del punk con sonoras peruanas y orquestas. Aunque en Perú es popular por su larga trayectoria radiofónica y televisiva, así como por salir en varios anuncios de Radio La Kalle en los últimos años, fuera del país es conocido por interpretar 73 canciones de salsa a lo largo de su carrera.
Además, a nivel local es conocido por su participación en programas humorísticos. Melcochita compartió escenarios con los comediantes de renombre como Alejandro Romero «Gordo Casaretto» y Miguel «Chato» Barraza. En cuanto a su familia, es hermano de la cantante Lita Branda, quien tuvo la primera orquesta formada únicamente por mujeres, y es abuelo del comediante y actor Luis Gianpool Aguilar.

## Trayectoria

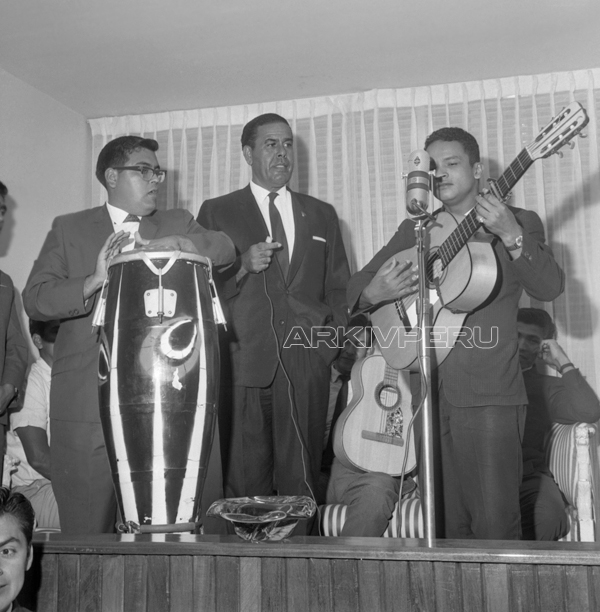
Melcochita en 1966 junto a Augusto Ferrando.

Nació en La Victoria. Hijo de Nicolás Villanueva y Constanza Branda. Pablo Villanueva comenzó haciendo imitaciones en La peña Ferrando junto a otros humoristas de la época como Miguel «Chato» Barraza, Tulio Loza, entre otros.
Su nombre artístico se lo debe a Augusto Ferrando, quien lo bautizó con el apelativo de Melcochita. Porque la primera vez que se presentó ante la audiencia, este endulzó al público (en el Perú la melcocha es un dulce).
Inició su carrera musical a los seis años en el conjunto Son de Aruba.  En la década de 1950, conocido como Pacocha, formó el grupo musical Son Cubillas junto a sus hermanos.
En la década de 1960, el Perú, especialmente Lima estaba en un «boom» de rock and roll y garage rock. Melcochita no fue ajeno a este escena rica en música para el Perú pues en 1969 grabó las voces del tercer LP de la banda de Los York's con quienes ya había colaborado antes en los coros e instrumentos, y ese mismo año colaboró también en la percusión del primer disco Virgin del grupo limeño Traffic Sound.
En 1970 lanzó un sencillo «La cosecha de mujeres nunca se acaba», una versión de un tema tradicional colombiano, y en el lado B el tema «La reforma», en referencia a la reforma agraria peruana. También sería en esa misma década donde junto a la orquesta de salsa y boogaloo llamada Karamanduka, grabaría el LP Acabo con Lima, huyo pa' New York para la disquera Fania Records.
En 1983, se convirtió en el primer latinoamericano y el único peruano en ser invitado al programa estadounidense de entrevistas Late Night with David Letterman.
En 1986 compuso «Pegaso», un tema que se hizo popular en Colombia y que el Grupo Niche versionó en 2023.
Como sonero y salsero ha participado y actuado junto a artistas como Johnny Pacheco, Willie Colón, Tito Puente, Celia Cruz, entre otros. Posteriormente se integró al Perú Salsa All Star, orquesta dirigida por Oscar Pitín Sánchez. La prensa de espectáculos lo mantuvo como un personaje mediático por temas de su vida personal. Entre estos temas, destaca su relación con la familia del expresidente Alberto Fujimori.
Además es considerado personaje cómico de improvisación, y colaborar en numerosos programas de la televisión y radios del Perú, asumiendo diversos personajes como Melcoloco, Melcohildebrandt, etc. Ha actuado en la televisión peruana en los programas Trampolín a la fama (donde hizo su debut televisivo), como también en los humorísticos A reir, Estrafalario, Risas y salsa y Recargados de risas. Frases como ¡Imbécil!, ¡No vayan!, ¡No lo vean! son las más características en sus interpretaciones.
A finales de diciembre de 2016, se vio involucrado en un accidente de tránsito en el que una persona falleció. Por lo cual enfrentó un proceso judicial.
En el año 2023, protagoniza con Miguel Barraza la película No vayan!!, titulada en honor a su frase célebre homónima.
En el año 2024, anunció una nueva serie de conciertos a realizarse por distintos departamentos del Perú.
En 2025, fue incluido en el proyecto del Congreso de la República para ser catalogado como «leyenda viva» e incluirlo en el Patrimonio Cultural de la Nación.

## Discografía
- Karamanduka y Melcochita with Mag Peruvian All Stars[27]
- Picardías de Melcochita[27]
- A comer lechón[27]
- La estrella del son (con Johnny Pacheco)[28]
- Con sabor a pueblo
- El muerto se fue de rumba
- Los hermanos de la salsa (con Lita Branda)
- Mis mejores éxitos
- Los York's 69
- Virgin

## Filmografía

### Televisión
- Tele cholo (1979)
- La maquina de la risa 1988
- Cholo con che (1990)
- Risas y salsa (1997-1999)
- Ocho locos (2002)
- A reír (2003-2004)
- Tijereteando (2005)
- Los tres cantineros (2005)
- Sábado bravazo (2005-2006)
- Astros de la risa (2007)
- Recargados de risa (2008-2010)
- Enemigos públicos (2011-2012) como voz en off.[29]
- El cártel del humor (2012-2014)
- Perú tiene talento (2012-2014) como jurado calificador.[30]
- Apuesto por ti (2015), invitado especial.[31]
- Prueba de sonido (2016) como él mismo, especial Barrios.[32]
- Al fondo hay sitio (2016) como Porfirio Pachas.[33]
- El reventonazo de la Chola (2018-2019), como parte del elenco.
- Oe, es en serio/El cártel del humor (2019)

### Radio
- Al son de la risa por Radiomar Plus. (2008-2010)
- Radio La Kalle, voz promocional. (2016)[34]
- Patas arriba por La Mega (2021)[35]

### Cine
- Allpa Kallpa (1975), protagonizada por Tulio Loza.[36]
- Mala leche (2016) como el ladrón.[37]
- Los superagentes locos (2016) como Jimmy el Chévere, doblaje original.[38][39]
- Gemelos sin cura (2017) como Pablo y Pedro.[40]
- No vayan!! (2023)